# Боммерс, Аззиен
Аззиен Боммерс (нидерл. Assien Böhmers, 16 ноября 1912, Зютфен, Нидерланды — Май 1988, Гётеборг) — немецкий археолог и геолог, руководящий сотрудник Аненербе.

## Биография
По национальности фриз, впоследствии, уже работая в Германии, стал писаться «Боммерс» вместо «Бёммерс». Изучал геологию и палеонтологию в Амстердаме, кандидатскую диссертацию на тему «Строение и структура панциря и сифона у пермских аммоноидов» защитил в 1936 году в Вене. Работал доцентом в Институте биологии и археологии университета Грёнингена.
Возглавляя учебно-исследовательский отдел первобытной истории Аненербе, совершил ряд исследовательских экспедиции (к их числу относятся раскопки в 1937—1938 годах в Баварии и в июле 1939 году в Никольсбурге (Австрия), призванных, прежде всего, подготовить научное обоснование нацистской расовой теории. Так, из найденных материальных свидетельств жизнедеятельности кроманьонцев на территории Германии, Боммерс сделал вывод о главенстве Германии как родине «нордического» человека. Для пропаганды данной идеи были организованы выставки во Франции и Бельгии. Раскопки проходили под личным наблюдением Генриха Гиммлера.
В 1939, 1941 и 1943 годах совместно с чешским учёным Карелом Абсолоном производил по линии Аненербе раскопки в Дольни Вестонице (стоянка времён позднего палеолита в Южной Моравии).
После оккупацией Германией Нидерландов в ходе Второй мировой войны находился при СС в качестве советника.
После войны был осуждён трибуналом в Нюрнберге, где отказался от некоторых своих выводов, сделанных в годы работы в Аненербе.
В 1960-х годах участвовал в изготовлении фальшивых наскальных надписей во Фризии.

## Сочинения
- Die Ausgrabungen in den Höhlen von Mauern. In: Forschungen und Fort- schritte, 15. Jg. Nr. 14 v. 10. Mai 1939, S. 183—185.
- Die Aurignacgruppe. Berlin-Dahlem : Ahnenerbe-Stiftung Verl., 1942.